# Împrăștiere Compton
În fizică, efectul Compton sau împrăștierea Compton reprezintă scăderea energiei (și creșterea lungimii de undă) a unui foton de raze X sau gama, la interacțiunea acestuia cu materia. Există și împrăștierea Compton inversă, unde fotonului îi crește energia (scăzându-i lungimea de undă) la interacțiunea cu materia. Cantitatea cu care se mărește lungimea de undă se numește deplasare Compton. Deși există și împrăștiere Compton nucleară, efectul Compton se referă de regulă la interacțiunea care implică doar electronii unui atom. Efectul Compton a fost descoperit de Arthur Holly Compton în 1923 și ulterior verificat de studentul său Y. H. Woo în anii care au urmat. Arthur Compton a primit pentru această descoperire Premiul Nobel pentru Fizică în 1927.
Importanța efectului constă în faptul că demonstrează că lumina nu poate fi explicată doar ca fenomen ondulatoriu. Teoria clasică a undelor electromagnetice împrăștiate de particule cu sarcină, nu poate explica modificarea lungimii de undă. Pentru a explica împrăștierea Compton, lumina trebuie să se comporte ca și cum ar fi compusă din particule. Experimentul lui Compton a convins fizicienii că lumina se poate comporta ca un flux de particule a cărui energie este proporțională cu frecvența radiației.
Interacțiunea dintre electroni și fotoni de mare energie are ca rezultat primirea de către electron a unei părți din energie și emiterea unui foton care conține restul de energie într-o direcție diferită de cea a originalului, astfel încât impulsul total al sistemului să se conserve. Dacă fotonul mai are suficientă energie, procesul poate fi repetat. Dacă fotonul are suficientă energie (în general câțiva eV, în preajma energiei fotonilor din domeniul luminii vizibile), poate elibera complet un electron de pe orbita atomică (proces cunoscut sub numele de efect fotoelectric).

## Formula deplasării Compton

Un foton cu lungimea de undă sosește din stânga, se ciocnește cu un obiect în repaus, și rezultă un nou foton de lungime de undă la unghiul.

Compton a folosit trei formule fundamentale reprezentând diferitele aspecte ale fizicii clasice și moderne, combinându-le pentru a descrie comportamentul cuantic al luminii.
- Lumina ca particulă, anterior observată în efectul fotoelectric.
- Dinamica relativistă: teoria relativității restrânse
- Trigonometrie: teorema cosinusului

Rezultatul final este Ecuația împrăștierii Compton: 
{\displaystyle \lambda '-\lambda ={\frac {h}{m_{e}c}}(1-\cos {\theta })}
unde
{\displaystyle \lambda \,} este lungimea de undă a fotonului înainte de împrăștiere,
{\displaystyle \lambda '\,} este lungimea de undă a fotonului după împrăștiere,
{\displaystyle m_{e}} este masa electronului,
{\displaystyle \theta \,} este unghiul de deplasare a direcției fotonului,
{\displaystyle h} este constanta lui Planck, și
{\displaystyle c} este viteza luminii.
{\displaystyle {\frac {h}{m_{e}c}}=2.43\times 10^{-12}\,m} este cunoscută sub numele de Lungime de undă Compton.